# Sara Khorami
Sara Khorami, född 1987, är en norsk skådespelare.
Sara Khorami är utbildad vid Det Norske Teatrets teaterskole. Hon har bland annat spelat titelkaraktären i uppsättningen av Antigone, Solveig i Peer Gynt och Kristin i den kritikerrosade Kristin Lavransdotter. Hon har även medverkat i ett flertal TV- och filmproduktioner. I den kommande filmen Kraken spelar hon huvudrollen som Johanne.

## Filmografi (i urval)
- 2019 – Seizure (TV-serie)
- 2020 – Witch Hunt (TV-serie)
- 2022 – Efterglöd (TV-serie)
- 2025 – Kraken
- 2025 – Troll 2